# Hantzsch Island
Hantzsch Island – mała niezamieszkana wyspa u wlotu do Zatoki Frobishera, w Archipelagu Arktycznym, w regionie Qikiqtaaluk, na terytorium Nunavut, w Kanadzie. W pobliżu Hantzsch Island położone są wyspy: Edgell Island i Lower Savage Islands.